# Harry Storz
Harry Werner Storz (Halle (Saale), 3 marzo 1904 – Amburgo, 12 aprile 1982) è stato un velocista e lunghista tedesco.

## Palmarès

### Olimpiadi
- Argento a Amsterdam 1928 nella staffetta 4×400 metri.